# Tifó Rammasun de 2014
El tifó Rammasun, conegut a les Filipines com a tifó Glenda, va ser un dels tres únics supertifons de categoria 5 dels quals es té constància en la Mar de la Xina Meridional, sent els altres; Pamela en 1954 i Meranti en 2016. Rammasun va tenir impactes destructius a les Filipines, el sud de la Xina i el Vietnam el juliol de 2014. Rammasun és una paraula siamesa que significa déu del tro. Després de Lingling i Kajiki a principis de 2014, Rammasun es va convertir en el tercer cicló tropical i el primer tifó que va impactar directament a les Filipines en 2014. Rammasun, la novena tempesta amb nom i el tercer tifó de la temporada anual de tifons, es va formar en la Zona de Convergència Intertropical, una àrea pròxima a l'equador on conflueixen els vents alisis del nord-est i del sud-est, i es va desplaçar lentament cap al nord-oest. Després de passar per les illes de Micronèsia, el sistema va girar cap a l'oest i es va desplaçar ràpidament sota la influència d'una alta subtropical (STR). Rammasun va suposar una important amenaça per a l'illa filipina de Luzon, ja que s'esperava que aconseguís la intensitat de tifó abans de tocar terra allí. Encara que inicialment es preveia que toqués terra a la vall de Cagayan, la tempesta va seguir una trajectòria més occidental i més tard es va pronosticar que tocaria terra a la regió de Bicol i després passaria per Bataan i Zambales abans de fregar Metro Manila.
En preparació per a la tempesta, el governador de Guam, Eddie Calvo, va declarar l'illa en condició de preparació 3 i posteriorment la va elevar a condició de preparació 1. L'11 de juliol, els satèl·lits de la NASA van revelar que Rammasun passava directament sobre Guam. El Servei Meteorològic Nacional estatunidenc va declarar que un augment inesperat del cisallament del vent va impedir que el sistema s'intensifiqués molt més abans d'arribar a Guam. Rammasun només va tocar terra a Guam com a depressió tropical, amb vents molt més febles del que es preveu. No obstant això, sota el sistema, l'illa va rebre una quantitat substancial de precipitacions, fent d'aquest dia el més plujós en uns tres mesos. El territori estatunidenc va rebre entre 25 i 50 mm de pluja. Juntament amb les Filipines, la República de la Xina (Taiwan) també esperava l'impacte de Rammasun. Es preveien pluges de moderades a fortes en la major part del país. Els meteoròlegs xinesos es van concentrar en la segona i/o tercera entrada en terra a la província xinesa de Hainan i en el nord del Vietnam. També es va advertir als habitants de Hong Kong de les precipitacions i els consegüents corriments de terra.

Animació del senyal de tempesta de PAGASA aixecada en cada província durant el pas de Glenda

Després del tancament dels ports marítims, es va informar que més de 100 passatgers van quedar encallats en el port de Batangas, juntament amb 39 càrregues rodants. Mentrestant, almenys 841 passatgers van quedar encallats en cinc ports de la regió de Bicol, a saber, Matnog, Tabaco, Bulan, Cataingan i Pilar. Un total de 50 vols van ser cancel·lats i més de 100.000 famílies van ser evacuades a mesura que el tifó s'acostava a terra. El Departament de Salut filipí va dir que havia preparat tots els hospitals del govern per a ajudar en el procés de rescat i ajuda durant i després del tifó. Van afirmar que ara estan molt millor preparats que en anteriors tifons. Abans que toqués terra, una ciutat de la província d'Albay havia declarat l'estat de calamitat. Al voltant de les 17.00, hora de les Filipines (09.00 UTC), l'ull de Rammasun va passar directament sobre Rapu-Rapu, Albay, quan la tempesta estava en el seu pic inicial d'intensitat. Diverses parts de la Regió de la Capital Nacional van informar de talls d'electricitat durant la tempesta. Segons s'informa, van ser causats per "un equilibri temporal del sistema a la 1.29 de la matinada a causa d'una sobtada interrupció de la planta". Laguna és una de les zones més afectades pel tifó. Almenys 6.000 persones van quedar encallades en diversos ports marítims del país a causa de la tempesta.
Al llarg del seu devastador viatge pel sud de Luzn, el poderós tifó a penes es va afeblir, sinó que va mantenir la seva força i fins i tot es va intensificar a mesura que avançava per la regió de Bicol.